# Charitoprepes apicipicta
Charitoprepes apicipicta is een vlinder uit de familie van de grasmotten (Crambidae), uit de onderfamilie van de Spilomelinae. De wetenschappelijke naam van deze soort is voor het eerst voorgesteld als Heterocnephes apicipicta door Hiroshi Inoue in een publicatie uit 1963.
De soort komt voor in China, Zuid-Korea en Japan.